# Арадо 196
Арадо Ар 196 (Arado Ar-196) е германски хидроплан от периода на Втората световна война, предназначен за борба с морски плавателни съдове и морско разузнаване.

## История
През лятото на 1937 г. в изпитателната база в Травемюнде се появяват прототипните двупоплавъчни моноплани Ar-196V1 и Ar-196V2 на фирмата „Арадо“, участвайки в конкурс на германското Министерство на авиацията за морски самолет-разузнавач, способен да излита и от кораби. В конкуренция с фирмата „Фоке-Вулф“ и нейния модел Fw 62 Ar-196 печели конкурса и „Арадо“ започва серийното му производство.
През ноември 1938 г. в завода във Варнемюнде вече са готови 10 предсерийни Ar-196А-0 и се залага нова серия от 20 бр. Ar-196А-1, които са с усилена конструкция, подобрено оборудване и най-важното – снабдени са с възли за изстрелване от корабни катапулти. Първите Ar-196А-1 постъпват в ескадрили корабна авиация 1./196 във Вилхелмсхафен и 5./196 в Кил, а първият кораб в германския флот, оборудван с новия самолет, става линейният кораб „Граф Шпее“. Последват го линейните кораби „Дойчланд“ („Лютцов“), „Шарнхорст“, „Гнайзенау“, „Адмирал Шеер“ и тежкият крайцер „Принц Ойген“.
Ar-196 става последният и най-масов хидросамолет на Луфтвафе, снабден с поплавъци. Произвежда се серийно до август 1943 г.; общото количество произведени машини от всички модификации възлиза на 526 самолета.

## Модификации
- Ar 196 А-0 – прототипите Ar 196 V1 и Ar 196 V2 стават родоначалници на серията А и на модификацията А-0; не са пригодени за изстрелване от корабни катапулти
- Ar 196 А-1 – отличава се от А-0 с усилената си конструкция, подобреното си оборудване и монтираните устройства, позволяващи излитането от кораби
- Ar 196 А-2 – създаден за нуждите на бреговата охрана с главна задача борба със самолетите и съдовете на противника; с оглед на това е усилено въоръжението му: две 20-mm оръдия MGFF в крилата и една 7,9-mm картечница MG 17 в носа
- Ar 196 А-3 – на базата на А-2, но с още по-усилена конструкция и подобрено радиооборудване, както и с нов пропелер VDM с изменяема стъпка
- Ar 196 А-4 – като модификацията А-3, но с възможност за излитане от кораби
- Ar 196 А-5 – появява се в началото на 1943 г. и се отличава от А-3 със сдвоените 7,9-mm картечници MG 81Z при задния стрелец и новия си радар.

## Ar 196 в България
Освен Луфтвафе Ar 196 А-3 получават тогавашните съюзници на Германия – Румъния (28 самолета) и България (12 самолета). 101-ва и 102-ра разузнавателни ескадрили на румънските ВВС летят над Черно море до края на 1943 г., а 161-ва брегова ескадрила на българските ВВС, въоръжена с този самолет, се базира във Варна до лятото на 1944 г. Тези 12 машини идват в България на мястото на морално остарелите вече хидроплани Не-42 и Не-60 на фирмата „Heinkel“, които е трябвало да бъдат доставени отначало. След пристигането си в България те получават кодовото име „Акула“
През 1951 г. се развръщат военновременните мобилизационни щатове. В резултат на това ятата (ескадрилите) прерастват в полкове, а полка базиран на военно летище Балчик в 3-та бомбардировъчна авиодивизия за времето от 1951 до 1955 г.
Дивизията е в състав 28-и минно-торпеден полк, 42-ри бомбардировъчен полк и 46-и бомбардировъчен полк. Към 46 бомбардировъчен полк на дивизията са придадени и осем броя водосамолета Арадо 196 А-3 „Акула“, базирани на летище „Чайка“ край Варна. 
Днес единственият запазен самолет в света от модификацията Ar-196 A-3 може да бъде видян в експозицията на Музея на авиацията в Пловдив. В света има запазени само още 2 машини от този тип, но те са от модификация А-5.

## Техническо описание
Ar 196 е двупоплавъчен хидросамолет-моноплан, изпълнен по нормална аеродинамична схема с ниско разположено крило.
Крилото е метално, двулонжеронно, с трапецовидна форма в план със закръглени краища. Състои се от центроплан и 2 сгъваеми конзоли. На него се разполагат спирачните щитове за кацане и елерони, снабдени с тримери.
Тялото е с кръгло сечение с дуралуминиева обшивка в средната част и овално сечение в опашната, където е обшито с платно. Двуместната кабина на екипажа се затваря с общ подвижен капак. В кабината на наблюдателя има радиостанция, осигуряваща устойчива радиовръзка в късовълновия и дълговълновия диапазони на разстояние до 600 km. В опашната част се сгъвала специална гумена лодка.
Самолетът е снабден с едноредов звездообразен 9-цилиндров двигател с въздушно охлаждане BMW-132K. Номиналната му мощност на височина 3000 m при 2400 об/мин е 960 hp. Излетната мощност на нивото на морето при 2500 об/мин е 1000 hp. Горивната система включва 3 резервоара (1 в тялото и 2 в поплавъците). Общият запас гориво е 670 kg.
Въоръжението е: две 20-mm оръдия MGFF в конзолите на крилата и една 7,92 mm синхронизирана картечница MG 17 в носовата част на тялото вдясно. В кабината на наблюдателя на картечна установка от тип „К“ е монтирана 7,92-mm картечница MG 15. Бомбовото въоръжение се окачва на 2 подкрилни пилона ЕТС50, предназначени за окачване на бомби с калибър до 50 kg. Хвърлянето на бомбите може да се осъществява и от двете кабини.

## Летателно-технически характеристики
- Модификация Ar -196А-3
- Размах на крилете 12,44 m
- Дължина 10,96 m
- Височина 4,45 m
- Площ на крилете 28,30 м2
- Маса:
  - празен 2335 kg
  - нормална излетна 3303 kg
- Брой и тип на двигателите: 1 х BMW-132К
- Мощност, 1 х 960 hp
- Максимална скорост 320 km/h
- Крайцерска скорост 268 km/h
- Практическа далечина на полета 800 km
- Максимална скороподемност 415 m/min.
- Практически таван 7000 m
- Екипаж 2 души
- Въоръжение: две 20-mm оръдия MG FF и една неподвижна 7,9-mm картечница MG-17 с 500 патрона за стрелба напред и една 7,9-mm картечница MG-15 на подвижна установка с 525 патрона за стрелба назад; 2х 50 kg бомби на подкрилни пилони ЕТС-50

## Музеен експонат
"Десетилетия самолетът бе един от най-забележителните екземпляри на Военноморския музей във Варна. В един момент, под предлог, че е „фашистки“ и вероятно е преследвал съветски подводници в Черно море, самолетът бе разрушен и изхвърлен в района на Побитите камъни край Варна.
За спасяване и възстановяване на самолета в предишния му вид огромна заслуга има о.з. полковник Йорго Керанов, по това време действащ пилот на вертолет, както и инженерите, техниците и работниците от Вертолетния полк – Варна." 
В експозицията на Музея на авиацията, Пловдив се намира единственият в света Arado Ar 196 от варианта А-3, който е и сред най-добре запазените в света екземпляри на Ar 196. В Музея на морската авиация на САЩ към Националния музей на авиацията и космонавтиката се съхранява Arado Ar 196, бил на въоръжение на тежкия германски крайцер Принц Ойген (Prinz Eugen).